# Пушистохвостая песчанка
Пушистохвостая песчанка (лат. Sekeetamys calurus) — вид грызунов из подсемейства песчанковых (Gerbillinae), выделяемый в монотипный род Sekeetamys.
Средой обитания являются скалистые районы и пустыни на северо-востоке Африки и в западной Азии. Ареал простирается от побережья Красного моря в Египте (отдельные находки в Судане), через Синайский полуостров до Израиля и Иордании и до запада Саудовской Аравии. Изолированная популяция обитает в центре Саудовской Аравии. В горах встречается на высоте до 600 метров над уровнем моря. 
Тело длиной от 10 до 12,5 см, длина хвоста от 11 см до 16 см. Мех от жёлтого до красного сверху с черноватыми тенями. Брюхо и конечности беловатые. Коричневый, пушистый хвост заканчивается белой кисточкой.
Эти грызуны роют норы под камнями или зданиями. Самки рожают в среднем 3 детёнышей, максимум 6 в помёте. Один экземпляр жил в неволе почти 5,5 лет.